# Prasat Mueang Tam
Prasat Mueang Tam (in thai:ปราสาทหินเมืองต่ำ, in RTGS Prasat Hin Mueang Tam), è un tempio khmer nel distretto di Prakhon Chai della provincia di Buri Ram, in Thailandia.
Lo stile architettonico rientra nei canoni Kleang e Baphuon (in particolare la presenza di kala scolpiti sugli architravi), il che fa supporre sia stato costruito nei decenni a cavallo dell'anno 1000. Vi si veneravano Shiva e Visnù.
Come la maggioranza dei templi khmer, Muang Tam è orientato a est. La pianta è rettangola e concentrica e misura 120 per 127 m. Un gruppo centrale di cinque torri, disposte su due file su un basamento comune, è preceduto da due biblioteche e circondato da un recinto interno. Tra questo e il recinto esterno, entrambi in laterite,  vi sono quattro vasche a "L". In entrambi i recinti quattro gopura cruciformi si aprono verso i punti cardinali.
Il gruppo centrale, costituito da torri disposte in due file, con la torre principale affiancata da due delle quattro torri minori in quella anteriore, anziché nella disposizione classica a quinconce, e le vasche a forma di "L" costituiscono due strutture abbastanza inusuali nell'architettura khmer. In diversi particolari scultorei il tempio appare non completato. L'iconografia è quella usualmente associata ai templi shivaiti e vishnuiti: Shiva e Uma che cavalcano il toro Nandi (architrave della torre centrale, esposto nel piccolo museo associato al tempio), Varuṇa su un cigno, Krishna e Indra sull'elefante sacro a lui associato. È stato ritrovato anche un grande lingam.
Il complesso è in buone condizioni e le quattro torri minori, in mattoni, sono state restaurate tra il 1989 e il 1996, ma la torre centrale è in rovina.
A ovest del complesso si trova un piccolo baray probabilmente ad esso contemporaneo, mentre un baray più esteso si trova a nord, tra il tempio e Phanom Rung, che dista circa 8 km a nord-ovest.